# Deuces Wild (album)
 (mars 2023).
La mise en forme du texte ne suit pas les recommandations de Wikipédia : il faut le « wikifier ».
Les points d'amélioration suivants sont les cas les plus fréquents. Le détail des points à revoir est peut-être précisé sur la page de discussion.
- Les titres sont pré-formatés par le logiciel. Ils ne sont ni en capitales, ni en gras.
- Le texte ne doit pas être écrit en capitales (les noms de famille non plus), ni en gras, ni en italique, ni en « petit »…
- Le gras n'est utilisé que pour surligner le titre de l'article dans l'introduction, une seule fois.
- L'italique est rarement utilisé : mots en langue étrangère, titres d'œuvres, noms de bateaux, etc.
- Les citations ne sont pas en italique mais en corps de texte normal. Elles sont entourées par des guillemets français : « et ».
- Les listes à puces sont à éviter, des paragraphes rédigés étant largement préférés. Les tableaux sont à réserver à la présentation de données structurées (résultats, etc.).
- Les appels de note de bas de page (petits chiffres en exposant, introduits par l'outil «  Source ») sont à placer entre la fin de phrase et le point final[comme ça].
- Les liens internes (vers d'autres articles de Wikipédia) sont à choisir avec parcimonie. Créez des liens vers des articles approfondissant le sujet. Les termes génériques sans rapport avec le sujet sont à éviter, ainsi que les répétitions de liens vers un même terme.
- Les liens externes sont à placer uniquement dans une section « Liens externes », à la fin de l'article. Ces liens sont à choisir avec parcimonie suivant les règles définies. Si un lien sert de source à l'article, son insertion dans le texte est à faire par les notes de bas de page.
- La présentation des références doit suivre les conventions bibliographiques. Il est recommandé d'utiliser les modèles {{Ouvrage}}, {{Chapitre}}, {{Article}}, {{Lien web}} et/ou {{Bibliographie}}. Le mode d'édition visuel peut mettre en forme automatiquement les références.
- Insérer une infobox (cadre d'informations à droite) n'est pas obligatoire pour parachever la mise en page.

Pour une aide détaillée, merci de consulter Aide:Wikification.
Si vous pensez que ces points ont été résolus, vous pouvez retirer ce bandeau et améliorer la mise en forme d'un autre article.
- Ne pas confondre avec le groupe Deuces Wild.

Deuces Wild est le trente-cinquième album studio de B.B. King sorti le 4 novembre 1997. Chaque chanson de l'album présente un duo (d'où le titre de l'album) avec un invité célèbre. De Van Morrison à Willie Nelson, de Tracy Chapman à Paul Carrack, de Eric Clapton à David Gilmour, chaque chanson est différente de la précédente puisqu'elle apporte une couleur propre à chaque musicien qui y joue avec B.B. King. On y retrouve même une chanson, Paying the Cost to Be the Boss, avec les Rolling Stones au grand complet, ce qui lui donne une atmosphère particulière. 
Cet article a été entièrement traduit de l'anglais du Wikipedia consacré à l'album Deuces Wild de B.B. King.

## Contenu de l'album
1. "If You Love Me" (avec Van Morrison) - 5:48
2. "The Thrill Is Gone" (avec Tracy Chapman) - 5:00
3. "Rock Me Baby" (avec Eric Clapton) - 6:38
4. "Please Send Me Someone to Love" (avec Mick Hucknall) - 4:16
5. "Baby I Love You" (avec Bonnie Raitt) - 4:00
6. "Ain't Nobody Home" (avec D'Angelo) - 5:18
7. "Pauly's Birthday Boogie" (avec Jools Holland) - 3:39
8. "There Must Be a Better World Somewhere" (avec Dr. John) - 4:50
9. "Confessin' the Blues" (avec Marty Stuart) - 4:32
10. "Hummingbird" (avec Dionne Warwick) - 4:20
11. "Bring It Home to Me" (avec Paul Carrack) - 3:10
12. "Paying the Cost to Be the Boss" (avec The Rolling Stones) - 3:35
13. "Let the Good Times Roll" (avec Zucchero) - 4:00
14. "Dangerous Mood" (avec Joe Cocker) - 4:55
15. "Keep It Coming" (avec Heavy D) - 3:57
16. "Cryin' Won't Help You Babe" (avec David Gilmour & Paul Carrack]) - 4:12
17. "Night Life" (avec Willie Nelson) - 4:30

Chansons 7, 10, 11, 13: chansons bonus sur l'édition import (UK/Japan)

## Avec
- B.B. King – chant (sauf 1, 7 et 11), guitare (1-17)

## Invités
- Van Morrison – chant, harmonica (1)
- Tracy Chapman – chant (2)
- Eric Clapton – guitare, chant (3)
- Mick Hucknall – chant (4)
- Bonnie Raitt – guitare, chant (5)
- D'Angelo - claviers, chant (6)
- Jools Holland - piano (1, 7, 11)
- Dr. John - chant (8)
- Marty Stuart - guitare, chant (9)
- Dionne Warwick - chant (10)
- Paul Carrack - Orgue Hammond B3 (1-3, 4, 7, 11), claviers (1, 7, 16), piano (16), chant (11, 16)
- The Rolling Stones - guitares, basse, batterie (12)
- Zucchero - chant (13)
- Joe Cocker - chant (14)
- Heavy D - rap (!) (15)
- David Gilmour guitare (16)
- Willie Nelson - chant (17)

## Musiciens
- Neil Hubbard – guitare (1, 2, 4, 7, 11, 16)
- Pino Palladino – basse (1, 3-7, 11, 13, 15, 16)
- Andy Newmark – batterie (1, 4, 7, 11, 16)
- Tony Braunagel – batterie (2, 10), percussions (2)
- Reggie McBride – basse (2, 10)
- Johnny Lee Schell – guitare (2, 10)
- Lenny Castro – percussions (2, 6, 8, 10, 11, 15)
- Tommy Eyre – piano Wurlitzer (2), orgue Hammond (9, 14, 17), piano (10), claviers (8, 12)
- Martin Tillman – violoncelle (2, 10)
- Miles Tackett – violoncelle (2)
- Paulinho da Costa – percussions (3)
- Paul Waller – programmation (3)
- Simon Climie – programmation (3)
- Chris Stainton – piano (4, 14, 16), claviers (4)
- Steve Jordan – batterie (5, 6, 13, 15)
- Hugh McCracken – guitare (5, 6, 13, 15)
- Leon Pendarvis - orgue (5, 6, 13, 15)
- John Cleary - piano (5, 13, 15), piano Wurlitzer (6)
- Randy Jacobs – guitare (8, 17)
- Bill Payne – claviers (8, 9, 17)
- Jim Keltner – batterie (8, 9, 17)
- James "Hutch" Hutchinson - basse (8, 9, 14, 17)
- Kenny Aronoff – batterie (14)
- Michael Landau – guitare (14)
- Dean Parks – guitare (14)
- C. J. Vanston - Orgue Hammond B3 (14)
- Mickey Raphael – harmonica (17)

The Rolling Stones sur : 12 :
- Mick Jagger – chant, harmonica
- Keith Richards – guitare
- Ronnie Wood – guitare
- Charlie Watts – batterie
- Darryl Jones – basse

Section de cordes sur : 1, 4 :
- Andrea Byers – violon
- Armen Garabedian – violon
- Berj Garabedian – violon
- Norman Hughes – violon
- Tamara Hatwan – violon
- Kenneth Yerke – violon
- Bruce Dukov – violon
- Sid Page – violon
- Robert Becker – alto
- Larry Colbert – violoncelle
- Dane Little – violoncelle
- Marston Smith – violoncelle

Section de cor français sur : 2 :
- Daniel P. Kelley – cor français
- Yvonne S. Moriarty – cor français
- Kurt Snyder – cor français

Section de cuivres sur : 2, 7, 10-13 :
- Darrell Leonard – trompette, arrangements de cuivres
- Joe Sublett – saxophone ténor
- Greg Smith – saxophone baryton (7, 13)

Section de cuivres sur : 6, 8 :
- Jamil Sharif - trompette
- Brian Murray – trompette
- Carl Blouin – saxophone baryton
- Joe Saulsbury Jr. – saxophone ténor

Chœurs sur: 5, 10, 11, 16 :
- Harry Bowens
- Terence Forsythe
- Vincent Bonham